# Hubertusgrotte

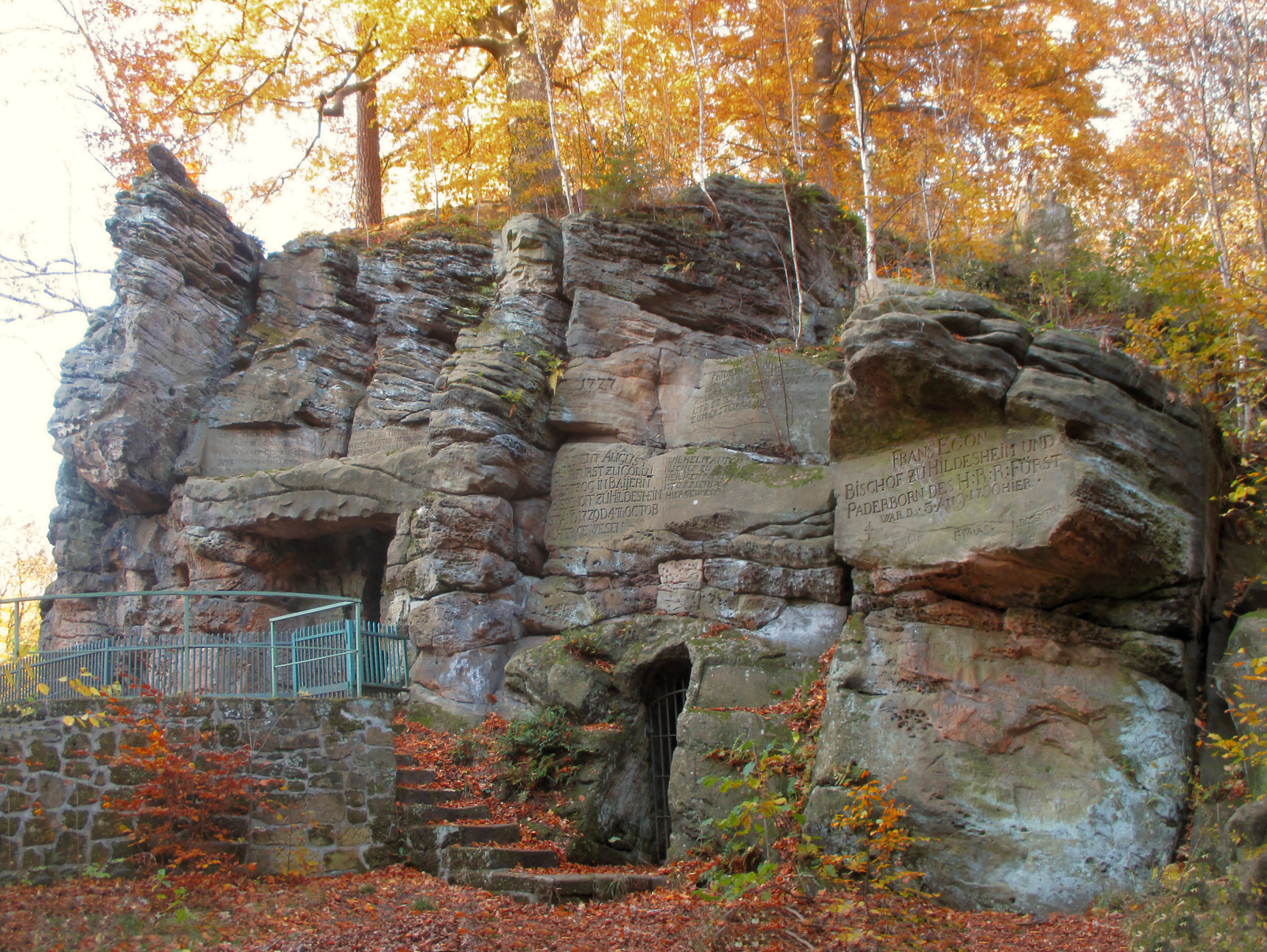
Hubertusgrotte

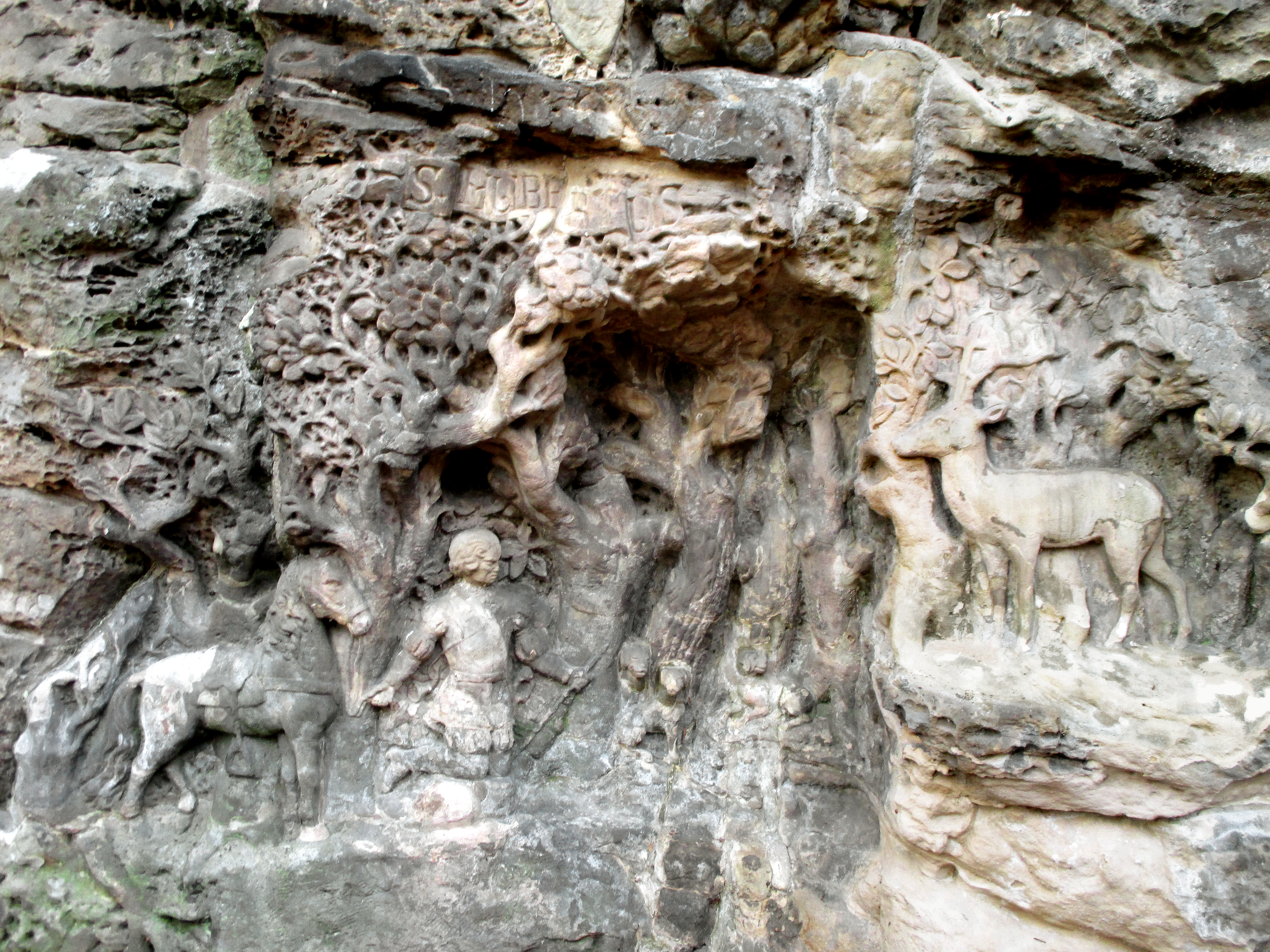
Äußeres Relief, das die Hubertuslegende wiedergibt

Die Hubertusgrotte ist eine als Kapelle ausgestaltete Grotte in einer Felsformation des Hainbergs, etwa 3,5 Kilometer westsüdwestlich von Sehlde im Landkreis Wolfenbüttel in einer Höhe von etwa 236 m ü. NHN.
Das Gebiet gehörte im 18. Jahrhundert zum Hochstift Hildesheim. Hier ließ Friedrich Anton Freiherr von Bocholtz, Drost im Auftrag der Wohldenbergs, 1727 eine kleine Einsiedelei für sein Jagdrevier in einen Felsen aus Hilssandstein, den sogenannten Hubertusfelsen, hauen. 1733 ließ er darin zur Erinnerung an den Besuch des Bischofs Clemens August von Bayern von 1729 eine katholische Kapelle anlegen.
Der Kapellenraum ist 2,60 m hoch, 2,90 m lang und 2,60 m breit. An seinen Längsseiten gibt es zwei gegenüberliegende Zugänge: Der nördliche mit einem in den Fels gearbeiteten, 12 m langen Treppengang kommt vom Plateau des Jägerhauses, und der südliche ist lediglich ein Durchbruch in der Kapellenaußenwand. In die Rückwand des Kapelleninneren ist ein Relief mit der Darstellung der Hubertuslegende eingemeißelt. Die Sonnenuhr an der Grotte datiert auf 1727. Die Außenwand ist mit Inschriften aus dem 18. Jahrhundert geschmückt, die an Besuche verschiedener Hildesheimer Fürstbischöfe und anderer hochgestellter Persönlichkeiten erinnern.
Von 1933 bis 1938 fanden vor Hubertusfelsen und -grotte nationalsozialistische Propagandaveranstaltungen statt, die sogenannten Reichshubertusfeiern. Die Kapelle wurde zu einer Weihestätte der deutschen Jägerschaft erklärt.
Die Jägerschaft hält hier jährlich am 3. November, dem Hubertustag, eine Hubertusmesse. Bei der Kapelle steht eine Schutzhütte.
Unmittelbar oberhalb der Hubertusgrotte steht auf demselben Felsen das 1820 für Ernst von Münster errichtete Jägerhaus, das später um ein Geschoss und einen Turm erweitert wurde. Darin befindet sich heute eine Gaststätte.
Die Klippen sind als Geotop ausgewiesen.